# Marek Fostiak
Marek Fostiak (ur. 21 października 1958) – polski lekkoatleta specjalizujący się w biegach sprinterskich.
W 1977 roku zdobył brązowy medal mistrzostw Europy juniorów w sztafecie 4 × 100 metrów.
Czterokrotny finalista mistrzostw Polski seniorów w biegu na 200 metrów oraz sztafecie 4 × 100 metrów.
Pracownik naukowy Akademii Wychowania Fizycznego i Sportu im. Jędrzeja Śniadeckiego w Gdańsku. Pełni funkcję prezesa Pomorskiego Związku Lekkiej Atletyki. Członek Zarządu Polskiego Związku Lekkiej Atletyki w kadencji 2016-2020.

## Osiągnięcia
| Rok  | Impreza                     | Miejsce | Konkurencja             | Pozycja    | Wynik |
| ---- | --------------------------- | ------- | ----------------------- | ---------- | ----- |
| 1977 | Mistrzostwa Europy juniorów | Donieck | sztafeta 4 × 100 metrów | 3. miejsce | 40,66 |